# ژاک سایابالیان
ژاک سایابالیان (پایلاک) (ارمنی: Ժագ Սայապալեան (Փայլակ)؛ ژوئن ۱۸۸۰ – ۱۹۱۵) شاعر، و نویسنده اهل ارمنستان بود که بین سال‌های ۱۹۰۴ تا ۱۹۰۹ میلادی مترجم کنسول بریتانیا در قونیه بود.
در سال ۱۹۱۵ ژاک سایابالیان در طی نسل‌کشی ارمنیان به آنکارا تبعید می‌شود و مانند بسیاری دیگر از شاعران و متفکران و هنرمندان ارمنستان غربی، توسط حزب ترکان جوان که از احزاب حاکم آن روز کشور عثمانی بود به طرز فجیعی به قتل می‌رسد.